# Control cambiario en Venezuela
El control cambiario en Venezuela consiste en los diferentes regímenes cambiarios que ha habido en dicho país. En 2016, el ex ministro de planificación del presidente Hugo Chávez, Jorge Giordani, denunció que al menos 300.000 millones de dólares fueron malversados en la última década en Venezuela como consecuencia del control de cambios en el país.

## Historia
Venezuela ha tenido distintos mecanismos económicos a lo largo de su historia para mantener la estabilidad de la moneda, como control del régimen cambiario. Comenzó en 1983 con RECADI y continuó durante los últimos gobiernos del siglo XXI, donde desde 2003 se estableció una institución llamada Cadivi (Comisión de Administración de Divisas) que se encargaría de regular y distribuir los dólares y otras divisas que ingresan a las cuentas del estado.

### RECADI
En febrero de 1983, el gobierno de Luis Herrera Campíns crea un organismo llamado RECADI (Oficina del Régimen de Cambios Diferenciales) con el objetivo de, entre otras cosas, frenar la fuga de capitales del país a través de un sistema de tipos de cambio diferencial y controles de capital.  Para ello se establecieron dos tipos de cambios fijos a las tasas de 4,3 Bs./US$ y  6 Bs./US$ además de un tipo de cambio de libre fluctuación. Las tasas preferenciales se otorgaban por el gobierno para las importaciones calificadas como esenciales y para el servicio de deuda externa. El tipo de cambio libre quedó para el resto de las transacciones. Su establecimiento fue una causa del llamado viernes negro, cuando el bolívar tuvo una fuerte caída el 18 de febrero de 1983. El organismo se disolvió en 1989, cuando se abolió el sistema de tipo de cambio diferencial. RECADI constituyó una brecha en la historia de corrupción venezolana, y se convirtió en un importante escándalo en 1989 cuando cinco exministros fueron detenidos. Sin embargo, los cargos fueron retirados más tarde.

### CADIVI

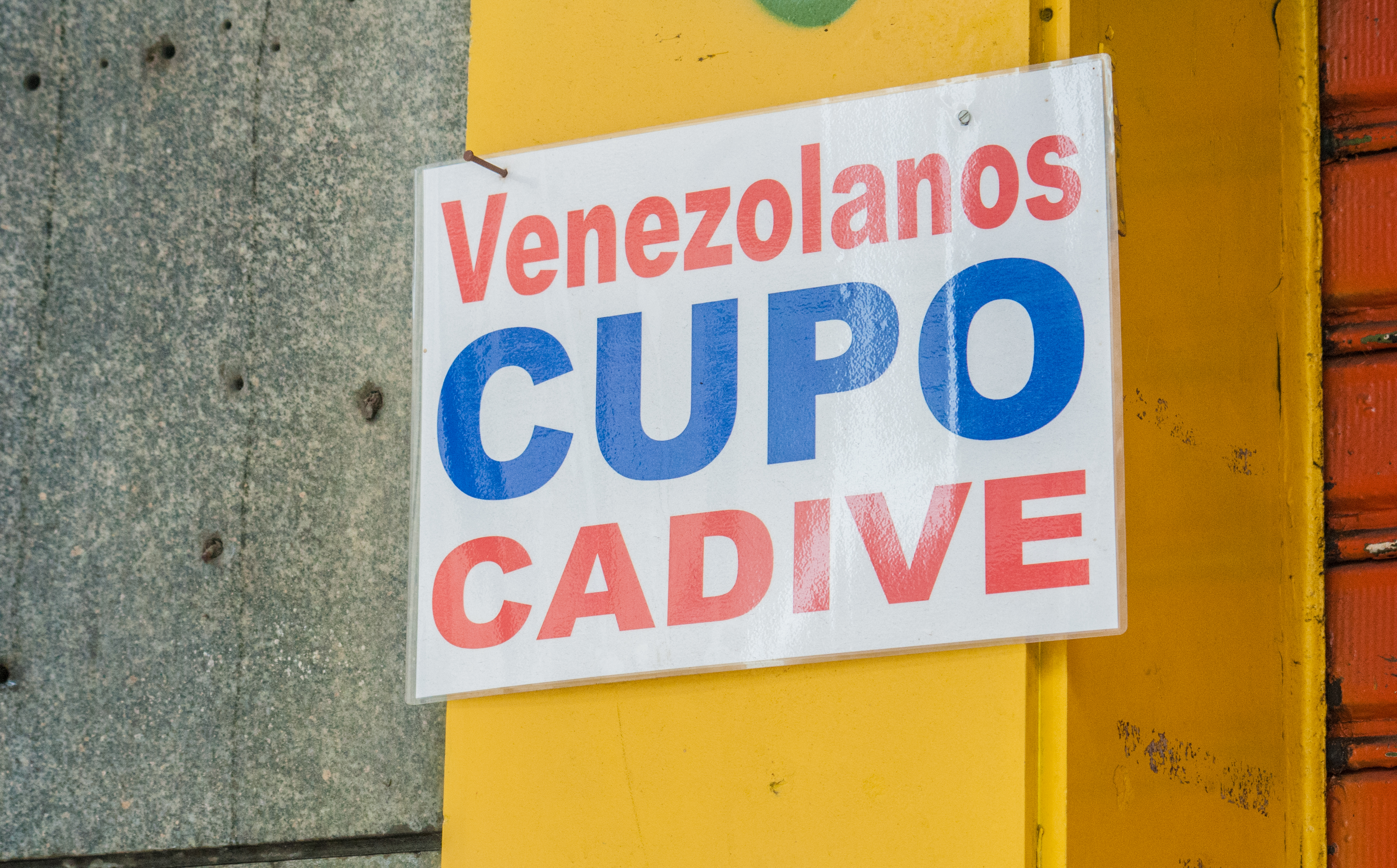
Letrero que invita a Venezolanos a cambiar su cupo CADIVI (CENCOEX) por dinero en efectivo.

Durante el gobierno de Hugo Chávez, el 5 de febrero del año 2003, se crea un organismo llamado Cadivi (acrónimo de Comisión de Administración de Divisas) inspirado en el antiguo RECADI y con fines muy similares. Este buscaba evitar la fuga de capitales a causa de las próximas medidas económicas señaladas por el gobierno (Las 49 leyes) y mantener el precio del bolívar frente al dólar a una tasa fija.

### CENCOEX y SIMADI
Luego del fracaso del sistema CADIVI por mantener la estabilidad monetaria durante 10 años, donde surge un mercado negro de divisas, en cual el valor del dólar en el mercado negro era diez veces el precio del dólar oficial, en noviembre de 2013 sería reemplazado por otro organismo el Centro Nacional de Comercio Exterior (CENCOEX) durante el primer gobierno de Nicolás Maduro.  El 13 de marzo de 2014 se decreta el convenio cambiario N° 27 a través del Sistema Cambiario Alternativo de Divisas (SICAD II) administrado por el BCV para la compra y venta de divisas en moneda nacional, así como la compra y venta de títulos valores en moneda extranjera. Así como el 60% de las importaciones en divisas puden ser vendidas o colcadas por el importador al SICAD II, el 40% será vendido al BCV de acuerdo a la referencia. En este período se creó el Sistema Marginal de Divisas (SIMADI), el cual manejaba una tasa más alta que CENCOEX pero más baja que el dólar del mercado negro generado por estos controles. El 2 de agosto de 2018 queda derogada la ley del Régimen cambiario y los ilícitos cambiario y el artículo 138 del decreto de Ley del Banco Central de Venezuela publicado en la Gaceta Oficial de Venezuela Nro 41.452 del 2 de agosto de 2018.

#### Providencia 011
La Providencia 011 es una reglamentación promulgada por el Centro Nacional de Comercio Exterior que establece restricciones para la adquisición de divisas para viajes y consumos en el exterior por parte de persona naturales. Fue publicada en Gaceta Oficial el 9 de abril de 2015. La providencia establece que solo a través de la banca pública es posible tramitar solicitudes de divisas. Se estima que entre 2 y 5 millones de tarjetahabientes migraron a la banca pública como consecuencia de la providencia. También estableció nuevos montos máximos para consumos en el exterior.

### Actualidad
En mayo de 2025, la administración de Nicolás Maduro detuvo a Carlos Andrés Pérez Abreu, señalado como administrador de la cuenta de Instagram «Monitor Dólar Venezuela». Tras la detención, el ministro de relaciones interiores, Diosdado Cabello, declaró que 20 personas habían sido detenidas en relación con la cuenta.

## Mercado negro
También llamado mercado paralelo, se refiere al intercambio informal que se genera en consecuencia del control entre personas que no tienen acceso al dólar preferencial. La publicación de su precio ha sido perseguida y penalizada por el gobierno nacional, alegando que esto podía desestabilizar el valor del Bolívar. La página DolarToday es un claro ejemplo de indicador en el mercado paralelo.